# Krista Kostial-Šimonović
Krista Kostial-Šimonovic, hrvaška zdravnica, pedagoginja in akademičarka, * 19. december 1923, Osijek, † 29. april 2018, Zagreb.
Kostial-Šimonovic je bila predavateljica na Medicinski in Naravoslovno-matematični fakulteti v Zagrebu; je članica Hrvaške akademije znanosti in umetnosti, bivše Jugoslovanske akademije znanosti in umetnosti in Akademije medicinskih znanosti ZSSR.